# Sonyadora rufula
Sonyadora rufula là một loài bọ cánh cứng trong họ Chrysomelidae. Loài này được Bowditch miêu tả khoa học năm 1925.